# Línea P7 (AUVASA)
La línea P7 de AUVASA es una línea laboral. Cruza Valladolid de norte a sur dando servicio a los barrios de Los Santos Pilarica, Belén y Pilarica, el centro de la ciudad, el paseo de Zorrilla y el polígono industrial de Argales.

## Frecuencias
| DÍA                | LUGAR DE SALIDA | HORARIOS DE SALIDA |
| ------------------ | --------------- | ------------------ |
| Laborables         | BARRIO BELÉN    | 5:10 y 6:10        |
| Sábados y festivos | SIN SERVICIO    | -                  |

- Durante el mes de agosto el único servicio sale a las 6:10.

## Paradas
Nota: Al pinchar sobre los enlaces de las distintas paradas se muestra cuanto tiempo queda para que pase el autobús por esa parada.
| Hacia Polígono Argales                  | Correspondencia con líneas: |
| --------------------------------------- | --------------------------- |
| C/ Cometa esq. Cosmología               | -                           |
| C/ Cometa esq. Pº Juan Carlos I         | -                           |
| C/Andrómeda esq. Orden De Malta         | -                           |
| Pº del Cauce fte. Ing. Industriales     | PSC2                        |
| Pº del Cauce fte. Centro Salud Pilarica | PSC2                        |
| C/ Renedo 29                            | -                           |
| Pza. San Juan                           | -                           |
| C/ Fidel Recio 1 esq. Alonso Pesquera   | -                           |
| C/ Santuario 5 esq. López Gómez         | -                           |
| Pza. España Bola del Mundo              | P1 P2                       |
| Pza. Zorrilla 3 esq. Santiago           | P1                          |
| Pº Zorrilla 52 esq. Pº Hospital Militar | P1                          |
| Pº Zorrilla 88 fte. pza. de toros       | P1 P2                       |
| Pº Zorrilla 130 centro comercial        | P1 P2 PSC1                  |
| Pº Zorrilla 166 fte. LAVA               | P1 P2 PSC1                  |
| C/ Daniel del Olmo esq. Pº Zorrilla     | P1 P2 PSC1                  |
| C/ Daniel del Olmo 6                    | P1 P2 PSC1                  |
| Avda. El Norte de Castilla 14           | P1 P2 P6 PSC1 PSC3          |
| Avda. El Norte de Castilla fte. 19      | P1 P2 P6 PSC1 PSC3          |
| Avda. El Norte de Castilla 48           | P1 P2 P6 PSC1 PSC3          |
| C/ Vázquez de Menchaca 40               | P1 P2 P6 PSC1 PSC3          |
| C/ Bronce 3 AUVASA                      | P1 P2 P6 PSC1 PSC3          |
| C/ Vázquez de Menchaca 19               | P1 P2 P6 PSC1 PSC3          |
| C/ Vázquez de Menchaca 9                | P1 P2 P6 PSC1 PSC3          |
| C/ Vázquez de Menchaca 5                | P1 P2 P6 PSC1 PSC3          |